# Brougham Castle
Brougham Castle er en middelalderborg, der ligger omkring 3 km sydøst for købstaden Penrith i Cumbria, England. Borgen blev grundlagt af Robert I de Vieuxpont i begyndelsen af 1200-tallet. Stedet, der ligger hvor de to fløder Eamont og Lowther løber sammen, var allerede blevet brugt til det romerske fort Brocavum under romersk Britannien. Sammen med fortet er det et scheduled monument.
I sin tidligste form bestod borgen af et keep i sten, samt en beskyttet af en borgbanke med en træpalisade. Da borgen blev bygget var Robert de Vieuxpont den eneste lord i området, som var loyal mod kong John. Vieuxponts-familien var en magtfuld familie der ejede store jordområder i North West England, heriblandt borgen i Appleby og Brough. I 1265 blev Robert de Vieuxponts barnebarn, der også hed Robert, dømt som forræder af kong Henrik 3. og Brougham blev taget fra familien.
Brougham Castle og de andre ejendomme blev senere givet tilbage Vieuxpont.familien indtil 1269, hvor den overgik til Clifford-familien igennem et ægteskab.
I dag drives den af English Heritage.